# ねぎ雑煮
ねぎ雑煮（ねぎぞうに）、細ねぎ雑煮（ほそねぎぞうに）は、石川県加賀市の郷土料理。具材として細ネギ1本または2本を切らずに入れただけの雑煮である。
長い細ネギは、長寿に通ずる縁起担ぎである。
石川県の雑煮は、丸餅の味噌仕立てが多いが、金沢市周辺と加賀市周辺は異なっている。川北町周辺、手取川を境に金沢側は切り餅で醤油仕立てのすまし汁。加賀市周辺は丸餅で醤油仕立てのすまし汁。これは加賀藩加賀前田家が外様大名であり、江戸の徳川幕府に従う意向から、元々は丸餅、味噌仕立てであったものを切り餅、醤油すまし仕立てに変えさせたものとされている。また、輪島市周辺では小豆雑煮が食されている。
2022年にライフログテクノロジー株式会社が発表した雑煮に関するランキングでは、山口県のかぶ雑煮と並んで「最も低カロリーの雑煮」とされた。1食あたり130キロカロリーである。